# Süper Lig de 2007–08
A Süper Lig de 2007–08 (também conhecida como Turkcell Süper Lig devido a razões de patrocínio) foi a 50ª temporada do Campeonato Turco de Futebol.

## Participantes
| Clube          | Técnico             | Estádio                      | Capacidade | Material Esportivo | Patrocinador |
| -------------- | ------------------- | ---------------------------- | ---------- | ------------------ | ------------ |
| Ankaragücü     | Hans-Peter Briegel  | Estádio 19 de Maio de Ancara | 19 209     | Umbro              | Turkcell     |
| Ankaraspor     | Aykut Kocaman       | Yenikent Asaş Stadyumu       | 18 029     | Nike               | Turkcell     |
| Beşiktaş       | Ertuğrul Sağlam     | Estádio İnönü de Beşiktaş    | 32 086     | Umbro              | Cola Turka   |
| Bursaspor      | Bülent Korkmaz      | Estádio Atatürk de Bursa     | 18 517     | Puma               | Turkcell     |
| Denizlispor    | Güvenç Kurtar       | Estádio Atatürk de Denizli   | 15 427     | Kappa              | Turkcell     |
| Fenerbahçe     | Zico                | Estádio Şükrü Saraçoğlu      | 53 500     | Adidas             | Avea         |
| Galatasaray    | Karl-Heinz Feldkamp | Estádio Ali Sami Yen         | 23 785     | Adidas             | Avea         |
| Gaziantepspor  | Mesut Bakkal        | Kamil Ocak Stadı             | 16 981     | Lescon             | Turkcell     |
| Gençlerbirliği | Fuat Çapa           | Estádio 19 de Maio de Ancara | 19 209     | Lotto              | Turkcell     |
| Hacettepe      | Osman Özdemir       | Estádio 19 de Maio de Ancara | 19 209     | Lotto              | Turkcell     |
| İstanbul B.B.  | Abdullah Avcı       | Estádio Olímpico Atatürk     | 76 092     | Lescon             | Sunny        |
| Kasımpaşa      | Kadir Özcan         | Estádio Olímpico Atatürk     | 76 092     | Lescon             | Turkcell     |
| Kayserispor    | Tolunay Kafkas      | Kayseri Atatürk Stadyumu     | 25 918     | Adidas             | Turkcell     |
| Konyaspor      | Nurullah Sağlam     | Konya Atatürk Stadı          | 22 559     | Lotto              | Turkcell     |
| Manisaspor     | Giray Bulak         | Manisa 19 Mayıs Stadyumu     | 16 597     | Lescon             | Vestel       |
| Rizespor       | Samet Aybaba        | Rize Atatürk Stadı           | 10 459     | Adidas             | Turkcell     |
| Sivasspor      | Bülent Uygun        | Sivas 4 Eylül Stadyumu       | 15 060     | Diadora            | Turkcell     |
| Trabzonspor    | Ziya Doğan          | Estádio Hüseyin Avni Aker    | 21 569     | Puma               | Avea         |

## Trocas de Técnico
| Equipe         | Técnico no cargo    | Saída      | Substituído por | Chegada    |
| -------------- | ------------------- | ---------- | --------------- | ---------- |
| Rizespor       | Samet Aybaba        | 2ª Rodada  | Safet Sušić     | 3ª Rodada  |
| Gençlerbirliği | Fuat Çapa           | 5ª Rodada  | Reinhard Stumpf | 7ª Rodada  |
| Konyaspor      | Nurullah Sağlam     | 6ª Rodada  | Ünal Karaman    | 7ª Rodada  |
| Kasımpaşa      | Kadir Özcan         | 7ª Rodada  | Werner Lorant   | 8ª Rodada  |
| Ankaraspor     | Aykut Kocaman       | 8ª Rodada  | Hikmet Karaman  | 9ª Rodada  |
| Ankaragücü     | Hans-Peter Briegel  | 9ª Rodada  | Hakan Kutlu     | 10ª Rodada |
| Bursaspor      | Bülent Korkmaz      | 9ª Rodada  | Samet Aybaba    | 10ª Rodada |
| Trabzonspor    | Ziya Doğan          | 9ª Rodada  | Ersun Yanal     | 11ª Rodada |
| Gençlerbirliği | Reinhard Stumpf     | 10ª Rodada | Bülent Korkmaz  | 11ª Rodada |
| Kasımpaşa      | Werner Lorant       | 14ª Rodada | Uğur Tütüneker  | 17ª Rodada |
| Gaziantepspor  | Mesut Bakkal        | 15ª Rodada | Bünyamin Süral  | 16ª Rodada |
| Manisaspor     | Giray Bulak         | 18ª Rodada | Yılmaz Vural    | 19ª Rodada |
| Gençlerbirliği | Bülent Korkmaz      | 20ª Rodada | Mesut Bakkal    | 21ª Rodada |
| Gaziantepspor  | Bünyamin Süral      | 20ª Rodada | Nurullah Sağlam | 21ª Rodada |
| Rizespor       | Safet Sušić         | 20ª Rodada | Erdoğan Arıca   | 21ª Rodada |
| Ankaraspor     | Hikmet Karaman      | 24ª Rodada | Safet Sušić     | 25ª Rodada |
| Manisaspor     | Yılmaz Vural        | 25ª Rodada | Levent Eriş     | 26ª Rodada |
| Konyaspor      | Ünal Karaman        | 27ª Rodada | Raşit Çetiner   | 28ª Rodada |
| Galatasaray    | Karl-Heinz Feldkamp | 28ª Rodada | Cevat Güler     | 29ª Rodada |

## Classificação Geral
Atualizado em 10 de maio de 2008[carece de fontes?]
| Campeão Turco 2007–08    |
| ------------------------ |
| Galatasaray (17º título) |

## Resultados
| Mandante \ Visitante | ANG | ANK | BJK | BUR | ÇRZ | DEN | FEN | GSY | GAZ | GBR | HSK | İBB | KAS | KAY | KON | SİV | TRB | VMN |
| -------------------- | --- | --- | --- | --- | --- | --- | --- | --- | --- | --- | --- | --- | --- | --- | --- | --- | --- | --- |
| Ankaragücü           | —   | 1–1 | 0–2 | 2–0 | 1–0 | 3–2 | 0–0 | 0–4 | 1–0 | 2–2 | 2–0 | 1–0 | 2–2 | 1–1 | 0–3 | 2–2 | 0–2 | 1–0 |
| Ankaraspor           | 1–2 | —   | 0–0 | 1–1 | 1–2 | 0–0 | 2–2 | 0–1 | 1–1 | 2–0 | 1–0 | 1–1 | 2–0 | 0–3 | 1–1 | 2–0 | 1–0 | 1–0 |
| Beşiktaş             | 3–1 | 3–2 | —   | 3–0 | 1–1 | 3–2 | 1–2 | 1–0 | 3–1 | 1–0 | 0–1 | 0–0 | 4–2 | 0–0 | 1–0 | 1–2 | 3–0 | 5–1 |
| Bursaspor            | 2–1 | 0–0 | 0–1 | —   | 2–1 | 1–1 | 1–1 | 0–1 | 1–1 | 2–1 | 1–1 | 2–2 | 1–0 | 0–1 | 1–0 | 0–1 | 1–1 | 1–0 |
| Rizespor             | 0–0 | 0–1 | 1–2 | 2–0 | —   | 2–0 | 2–4 | 2–5 | 2–1 | 0–2 | 0–0 | 3–1 | 2–0 | 0–0 | 2–2 | 0–2 | 0–4 | 1–4 |
| Denizlispor          | 1–1 | 1–0 | 1–2 | 0–0 | 5–1 | —   | 0–1 | 1–2 | 2–1 | 3–2 | 2–1 | 2–3 | 0–1 | 2–0 | 2–1 | 1–2 | 2–0 | 3–2 |
| Fenerbahçe           | 2–0 | 4–2 | 2–1 | 0–2 | 1–1 | 4–1 | —   | 2–0 | 2–1 | 3–2 | 3–1 | 2–2 | 3–0 | 2–1 | 4–1 | 1–0 | 3–2 | 4–1 |
| Galatasaray          | 1–0 | 0–0 | 2–1 | 1–0 | 4–0 | 2–1 | 1–0 | —   | 0–0 | 3–2 | 2–0 | 2–2 | 0–1 | 2–0 | 6–0 | 2–0 | 1–0 | 6–3 |
| Gaziantepspor        | 2–1 | 1–0 | 0–1 | 1–0 | 1–1 | 1–2 | 0–5 | 1–1 | —   | 2–2 | 1–1 | 1–0 | 2–0 | 4–3 | 2–1 | 0–0 | 1–1 | 1–0 |
| Gençlerbirliği       | 1–0 | 1–3 | 1–2 | 1–3 | 4–1 | 1–2 | 1–2 | 0–1 | 2–0 | —   | 1–2 | 2–1 | 3–1 | 1–1 | 6–1 | 0–2 | 2–1 | 0–2 |
| Hacettepe            | 2–1 | 0–0 | 0–1 | 2–2 | 2–0 | 0–2 | 1–1 | 0–0 | 1–2 | 1–1 | —   | 3–2 | 0–1 | 1–1 | 0–1 | 0–1 | 0–2 | 1–0 |
| İstanbul B.B.        | 1–2 | 0–1 | 2–1 | 1–0 | 2–1 | 0–2 | 2–0 | 0–3 | 1–2 | 0–0 | 1–0 | —   | 2–0 | 1–1 | 5–0 | 0–2 | 1–2 | 4–1 |
| Kasımpaşa            | 2–2 | 3–1 | 1–2 | 0–2 | 0–1 | 1–0 | 1–2 | 0–1 | 0–1 | 0–0 | 1–3 | 1–0 | —   | 0–2 | 2–1 | 0–4 | 0–0 | 2–2 |
| Kayserispor          | 0–2 | 3–1 | 2–0 | 4–1 | 3–0 | 1–1 | 2–1 | 1–1 | 3–1 | 3–0 | 1–1 | 1–2 | 2–0 | —   | 3–0 | 0–1 | 1–0 | 3–1 |
| Konyaspor            | 1–0 | 1–3 | 1–2 | 2–0 | 2–1 | 2–2 | 1–4 | 0–1 | 1–1 | 1–1 | 0–1 | 3–2 | 2–1 | 1–1 | —   | 2–1 | 1–0 | 4–2 |
| Sivasspor            | 3–2 | 2–1 | 1–2 | 3–2 | 0–0 | 2–0 | 1–4 | 3–5 | 2–0 | 2–0 | 1–0 | 2–1 | 4–0 | 1–0 | 3–0 | —   | 2–0 | 1–0 |
| Trabzonspor          | 0–0 | 2–1 | 2–3 | 2–1 | 5–1 | 2–0 | 2–0 | 0–1 | 3–2 | 0–0 | 1–2 | 2–1 | 2–1 | 2–1 | 1–0 | 0–3 | —   | 2–2 |
| Manisaspor           | 1–2 | 2–1 | 1–2 | 1–1 | 2–1 | 3–2 | 1–1 | 2–2 | 1–0 | 1–2 | 0–2 | 1–1 | 1–2 | 0–1 | 2–0 | 1–1 | 1–1 | —   |

## Artilheiros
Atualizado em 10 de maio de 2008[carece de fontes?]
| Pos. | Jogador            | Clube                    | Gols |
| ---- | ------------------ | ------------------------ | ---- |
| 1    | Semih Şentürk      | Fenerbahçe               | 17   |
| 2    | Filip Hološko      | Manisaspor Beşiktaş      | 15   |
| 3    | Alex               | Fenerbahçe               | 14   |
| 3    | Mehmet Yıldız      | Sivasspor                | 14   |
| 3    | Umut Bulut         | Trabzonspor              | 14   |
| 3    | Antonio de Nigris  | Gaziantepspor Ankaraspor | 14   |
| 7    | Shabani Nonda      | Galatasaray              | 11   |
| 7    | Ümit Karan         | Galatasaray              | 11   |
| 7    | Hakan Şükür        | Galatasaray              | 11   |
| 7    | Mateja Kežman      | Fenerbahçe               | 11   |
| 7    | Deivid             | Fenerbahçe               | 11   |
| 7    | Gökhan Ünal        | Kayserispor              | 11   |
| 7    | Gökdeniz Karadeniz | Trabzonspor              | 11   |